# 分子人
分子人（英語：Molecule Man） ，本名欧文·瑞斯（Owen Reece） ，是漫威漫画里的一个虚构的角色。他经常被塑造成一个超级坏蛋，但有时候也以改造了的违法分子或者不情愿的英雄的形象出现。

## 角色
歐文·瑞斯是一名十分出色的科学家，他在一場实验中意外打通了一個叫作“超越领域（Beyond-Realm）”的異空间，因此得到了力量，亦因為這次意外而喚醒了「超越者」。

## 其他媒體

### 遊戲
- 《MARVEL未來之戰》：手機遊戲，分子人是玩家可使用角色之一。